# 1750
| [ Edytuj tabelę ]              | |
| Król Polski                    | - 1733 August III Sas 1763 |
| Emir Afganistanu               | - 1747 Ahmed Szah Abdali (padyszach) 1772 |
| Współksiążęta Andory           | - 1747 Sebastià José de Victoria de Emparán de Loyola 1756 - 1715 Ludwik XV 1774                                                                                      |
| Elektor Bawarii                | - 1745 Maksymilian III Józef 1777 |
| Sułtan Brunei                  | - 1745 Hussin Kamaluddin 1762 |
| Cesarz Chin                    | - 1735 Qianlong 1796 |
| Król Czech                     | - 1743 Maria Teresa 1780 |
| Król Danii                     | - 1746 Fryderyk V 1766 |
| Dalajlama                      | - 1708 Kelzang Gjaco 1757 |
| Cesarz Etiopii                 | - 1730 Ijasu II 1755 |
| Król Francji                   | - 1715 Ludwik XV 1774 |
| Król Hiszpanii                 | - 1746 Ferdynand VI 1759 |
| Landgraf Hesji-Kassel          | - 1730 Fryderyk I Heski 1751 |
| Stadhouder Holandii            | - 1747 Wilhelm IV Orański 1751 |
| Szach Iranu                    | - 1750 Karim Chan 1779 |
| Państwo Wielkich Mogołów       | - 1748 Ahmad Szah Bahadur 1754 |
| Król Irlandii                  | - 1727 Jerzy II Hanowerski 1760 |
| Cesarz Japonii                 | - 1747 Momozono 1762 |
| Kalif                          | - 1736 Mahmud I 1754 |
| Patriarcha Konstantynopola     | - 1748 Cyryl V 1751 |
| Władca Korei                   | - 1724 Yŏngjo 1776 |
| Książę Liechtensteinu          | - 1748 Józef Wacław 1772 |
| Sułtan Maroka                  | - 1745 Abdullah ibn Ismail 1757 |
| Książę Monako                  | - 1733 Honoriusz III 1793 |
| Król Nawarry                   | - 1710 Ludwik XV 1774 |
| Król Norwegii                  | - 1746 Fryderyk V 1766 |
| Sułtan Omanu                   | - 1749 Ahmad ibn Sa’id 1783 |
| Elektor Palatynatu             | - 1742 Karol IV Teodor 1799 |
| Papież                         | - 1740 Benedykt XIV 1758 |
| Książę Parmy i Piacenzy        | - 1748 Filip 1765 |
| Król Portugalii                | - 1706 Jan V 1750 - 1750 Józef 1777 |
| Król w Prusach                 | - 1740 Fryderyk II Wielki 1772 |
| Car Rosji                      | - 1741 Elżbieta 1762 |
| Cesarz Rzymski (niemiecki)     | - 1745 Franciszek I Lotaryński 1765 |
| Kapitanowie Regenci San Marino | - 1749 Lodovico Belluzzi Marc' Antonio Tassini 1750 - 1750 Filippo Manenti Belluzzi Pier Antonio Ugolini 1750 - 1750 Giovanni Antonio Leonardelli Alfonso Giangi 1751 |
| Elektor Saksonii               | - 1733 Fryderyk August II (król Polski) 1763 |
| Król Sardynii                  | - 1730 Karol Emanuel III 1773 |
| Król Szwecji                   | - 1720 Fryderyk I Heski 1751 |
| Król Tajlandii                 | - 1733 Boromma Kot 1758 |
| Sułtan Turków                  | - 1730 Mahmud I 1754 |
| Doża Wenecji                   | - 1741 Pietro Grimani 1752 |
| Król Węgier                    | - 1740 Maria Teresa 1780 |
| Monarcha Wielkiej Brytanii     | - 1727 Jerzy II 1760 |
| Premier Wielkiej Brytanii      | - 1743 Henry Pelham 1754 |

Rok 1750 / MDCCL
stulecia: XVII wiek ~
XVIII wiek ~
XIX wiek

lata: 1740 «
1745 «
1746 «
1747 «
1748 «
1749 «
1750
» 1751
» 1752
» 1753
» 1754
» 1755
» 1760

## Wydarzenia w Polsce
- Szydłowiec – wydanie Ordynacji dla Miasta Szydłowca.
- Jezuita Jacek Szczurowski skomponował pierwszą polską symfonię (zaginioną).

## Wydarzenia na świecie
- 13 stycznia – podpisanie traktatu madryckiego między Hiszpanią i Portugalią, ustanawiającego nowy podział posiadłości w Ameryce Płd. W przybliżeniu odpowiadał rzeczywistemu stanowi penetracji ziem przez kolonistów hiszpańskich i portugalskich. Ze stosunkowo niewielkimi zmianami podział ten przetrwał do dzisiaj.
- 31 maja – przyszły król Sardynii Wiktor Amadeusz III poślubił Marię Antoniettę Burbon.
- 31 lipca – Józef I Reformator został królem Portugalii.
- Walki Czipewejów z Siuksami: miała miejsce bitwa pod Kathio.

## Urodzili się
- 29 stycznia - Joseph Bradley Varnum, amerykański polityk, senator ze stanu Massachusetts (zm. 1821)
- 28 lutego – Ignacy Potocki, polski działacz polityczny i oświatowy (zm. 1809)
- 16 marca – Caroline Herschel, brytyjska astronom pochodzenia niemieckiego (zm. 1848)
- 1 kwietnia – Hugo Kołłątaj, polityk polski, pisarz i filozof (zm. 1812)
- 6 kwietnia - James Watson, amerykański polityk, senator ze stanu Nowy Jork (zm. 1806)
- 23 kwietnia – Maria Kordula Józefa od św. Dominika Barré, francuska urszulanka, męczennica, błogosławiona katolicka (zm. 1794)
- 23 czerwca – Dieudonne Dolomieu, francuski geolog i najwybitniejszy wulkanolog swoich czasów (zm. 1801)
- 5 lipca – Ami Argand, szwajcarski fizyk, chemik i wynalazca (zm. 1803)
- 31 sierpnia - Ignacy Nepomucen Bardziński, polski duchowny katolicki, biskup pomocniczy gnieźnieński (zm. 1813)
- 4 października – Franciszek Dionizy Kniaźnin, polski poeta, dramatopisarz i tłumacz (zm. 1807)
- 31 października - Andrzej Wapiński, polski kupiec, burmistrz Jarosławia (zm. 1807)
- 1 grudnia - Andrzej Wołłowicz, polski duchowny katolicki, biskup kujawsko-kaliski (zm. 1822)
- 8 grudnia – Jan Dufresse, francuski misjonarz, biskup, męczennik, święty katolicki (zm. 1815)
- 23 grudnia – Fryderyk August, tytularny władca Księstwa Warszawskiego (zm. 1827)
- data dzienna nieznana: 
  - Jakub Józef Lejardinier, francuski ksiądz, męczennik, błogosławiony (zm. 1792)
  - Wilhelm Pusch, niemiecko-śląski architekt i budowniczy, związany z dworem książąt pszczyńskich (zm. 1817)

## Zmarli
- 23 marca – Samuel Mikovíni, słowacki inżynier, matematyk, geodeta, kartograf, astronom, rytownik i pedagog (ur. 1686)
- 14 kwietnia – Paweł Karol Sanguszko, książę, marszałek wielki litewski (ur. 1680)
- 19 maja – Kryspin Fioretti, włoski kapucyn, święty katolicki (ur. 1668)
- 26 lipca – Wasilij Tatiszczew, rosyjski historyk, twórca nowożytnej historiografii rosyjskiej (ur. 1686)
- 28 lipca – Johann Sebastian Bach, kompozytor niemiecki (ur. 1685)
- 31 lipca – Jan V Wielkoduszny, król Portugalii (ur. 1689)
- 12 sierpnia – Rachel Ruysch, holenderska malarka (ur. 1664)
- 30 listopada – Maurycy Saski, marszałek Francji, książę Kurlandii i Semigalii (ur. 1696)

## Święta ruchome
- Tłusty czwartek: 5 lutego
- Ostatki: 10 lutego
- Popielec: 11 lutego
- Niedziela Palmowa: 22 marca
- Wielki Czwartek: 26 marca
- Wielki Piątek: 27 marca
- Wielka Sobota: 28 marca
- Wielkanoc: 29 marca
- Poniedziałek Wielkanocny: 30 marca
- Wniebowstąpienie Pańskie: 7 maja
- Zesłanie Ducha Świętego: 17 maja
- Boże Ciało: 28 maja